# 木内宏昌
木内 宏昌（きうち ひろまさ）は、日本の劇作家、脚本家、舞台演出家である。

## 来歴
- 東京都出身。上智大学時代に学生劇団『あれが噂の電撃隊!』を主宰。
- 劇団「青空美人」を旗揚げ。
- シアタープロジェクト東京(tpt)[1]での演出・翻訳。
- 第7回小田島雄志・翻訳戯曲賞受賞。[2]

### 2000年代
- 演出家白井晃(遊/機械全自動シアター)がプロデュースする『S-記憶のけもの-』(萩原聖人・西田尚美主演)の脚本を担当。
- 劇団「青空美人」は「青空美人プロデュース」として活動。
- シアタープロジェクト東京(tpt)に演出家、翻訳家として参加。
- 2003年(平成15年)に、青空美人プロデュース『月の歩きかた』(＠世田谷パブリックシアター・シアタートラム)のプロデュース・脚本・演出。
- 2004年(平成16年)に、THEATRE1010開館記念公演『楡の木陰の欲望』（寺島しのぶ主演＠THEATRE1010）の翻訳。
- 2005年(平成17年)に、ハイナー・ミュラー作『カルテット』(tpt/大浦みずき・千葉哲也＠ベニサン・ピット)を演出。 - 出演、大浦みずき、千葉哲也。
- 2006年(平成18年)に、青空美人プロデュース『怪力』(＠吉祥寺シアター)の脚本・演出・プロデュース。
- 同年、ドイツ人演出家ルネ・ポレシュ（英語版、ドイツ語版）による『皆に伝えよ!ソイレントグリーンは人肉だと』(tpt/長谷川博己ほか出演)の翻訳、ドラマターグ。
- 2007年(平成19年)に、マヌエル・プイグ作『薔薇の花束の秘密』の演出(tpt/安奈淳・毬谷友子出演＠ベニサン・ピット)。
- 2008年(平成20年)に、マヤコフスキー作『ミステリア・ブッフ』(tpt＠ベニサン・ピット)の台本・演出。
- 2008年(平成20年)に、マリヴォー作『いさかい』(tpt＠ベニサン・ピット)を翻訳。
- 2009年(平成21年)に、ストリンドベリ作『令嬢ジュリー』(＠兵庫県立芸術文化センター)を翻訳。

### 2010年代
- 2010年(平成22年)に、ホメロス作『イリアス』(栗山民也演出/内野聖陽・平幹二朗ほか出演)の脚本。
- 2010年(平成22年)に、ジャン・コクトー作『おそるべき親たち』(tpt/麻実れい・中嶋朋子ほか出演)の翻訳・台本。
- 2013年(平成25年)に、イングマール・ベルイマン作『秋のソナタ』（熊林弘高演出/佐藤オリエ・満島ひかり出演)の翻訳・脚本。
- 2014年(平成22年)に、ジャン・コクトー作『おそるべき親たち』新訳版（熊林弘高演出）の翻訳・台本。
- 2014年(平成26年)に、ニーナ・レイン（英語版）作『TRIBES/トライブス』（熊林弘高演出/田中圭・中嶋朋子・中泉英雄出演)の翻訳・台本。
- 2014年(平成26年)に、ミュージカル『この森で、天使はバスを降りた』（映画演劇文化協会)の台本・演出。
- 2014年(平成26年)に、ミュージカル『ちぬの誓い』（謝珠栄演出/TSミュージカル)の脚本。
- 2014年(平成26年)に、高橋克彦原作『炎立つ』（栗山民也演出/片岡愛之助・三宅健・平幹二朗ほか出演)の脚本。
- 2014年(平成26年)に、『おそるべき親たち』『TRIBES/トライブス』を対象作として第7回小田島雄志・翻訳戯曲賞受賞。
- 2015年(平成27年)に、手塚治虫原作『アドルフに告ぐ』（栗山民也演出/鶴見辰吾・朝海ひかる・成河・松下洸平ほか出演)の脚本。
- 2015年(平成27年)に、シーラッハ原作『TABU/タブー』（深作健太演出/橋爪功・大空祐飛・真田佑馬ほか出演)の脚本。
- 2015年(平成27年)に、ユージーン・オニール作『夜への長い旅路』（熊林弘高演出/麻実れい・田中圭・満島真之介・益岡徹出演)の翻訳。
- 2016年(平成28年)に、梅田芸術劇場版ミュージカル『スカーレット・ピンパーネル』[3]（フランク・ワイルドホーン作曲/石丸幹二・安欄けい・石井一孝ほか出演)の訳詞・翻訳・潤色。
- 2016年(平成28年)に、手塚治虫原作『人間ども集まれ!』[4]（まつもと市民芸術館・TCアルププロジェクトTCアルプ・近藤準・細川貴司・佐藤卓・下地尚子・池田有希子・深貝大輔・久松信美ほか出演)の脚本・演出。
- 2016年(平成28年)に、チェーホフ作『かもめ』[5]（熊林弘高演出/満島ひかり・坂口健太郎・田中圭・中嶋朋子ほか出演)の翻訳。
- 2017年(平成29年)に、チェーホフ原作『24番地の桜の園』（Bunkamuraシアターコクーン・串田和美演出/高橋克典・小林聡美・八嶋智人・松井玲奈ほか出演）の翻訳・台本。
- 2018年(平成30年)に、手塚治虫原作『人間ども集まれ!2018』[4]（まつもと市民芸術館・TCアルププロジェクトTCアルプ・近藤準・細川貴司・武居卓・下地尚子・坂本慶介・草光純太・深沢豊出演)の脚本・演出。
- 2019年(平成31年)に、ドストエフスキー原作『罪と罰』（Bunkamuraシアターコクーン・フィリップブリーン演出/三浦春馬・大島優子・勝村政信・麻実れい・南沢奈央ほか出演）の翻訳

## 作品

### 演出
- 寺山修司作『アダムとイブ』(2000年)
- デヴィッド・マメット作『カモの変奏曲』(2003年)
- ハイナー・ミュラー作『カルテット』(2005年)
- マヌエル・プイグ作『薔薇の花束の秘密』(2007年)
- マヤコフスキー作『ミステリア・ブッフ』(2008年)

以上、企画制作／tpt
- ミュージカル『この森で、天使はバスを降りた』(2014年)

以上、企画制作／映画演劇文化協会
- ミュージカル『イントゥ・ザ・ウッズ』(2016年)

以上、企画制作／千葉県南総文化ホール。
- エドワード・オールビー『海の風景』(2016年)

以上、企画制作／地人会新社。
- 手塚治虫原作『人間ども集まれ!』（2016年）

以上、まつもと市民芸術館・TCアルププロジェクト

### 翻訳・台本
- ストリンドベリ作『火あそび』(2000年)
- ボート・シュトラウス作『時間ト部屋』(中嶋朋子主演/2002年)
- チェーホフ作『かもめ』(佐藤オリエ主演/2003年)
- ユージン・オニール作『楡の木陰の欲望』(寺嶋しのぶ主演/2004年)
- チェーホフ作『桜の園』(佐藤オリエ主演/2005年)
- 日本におけるドイツ年企画・ルネ・ポレシュ（英語版、ドイツ語版）作『皆に伝えよ！ソイレントグリーンは人肉だと』(2006年)
- エウリピデス作『バッカイ』(佐藤オリエ主演/2006年)
- マヌエル・プイグ作『薔薇の花束の秘密』(2007年)
- マヤコフスキー作『ミステリア・ブッフ』(2008年)
- マリヴォー作『いさかい』(2008年)
- ジャン・コクトー作『おそるべき親たち』(2010年)

以上tpt制作
- 白井晃演出『S-記憶のけもの-』
- ストリンドベリ作『令嬢ジュリー』(2009年)
- 栗山民也演出・ホメロス作『イリアス』(2010年)
- 熊林弘高演出・イングマール・ベルイマン作『秋のソナタ』(2013年)
- 熊林弘高演出・ニーナ・レイン（英語版）作『TRIBES/トライブス』(2014年)
- 熊林弘高演出・ジャン・コクトー作『おそるべき親たち』(2014年)
- 謝珠栄演出『ちぬの誓い』(2014年)
- 栗山民也演出・高橋克彦原作『炎立つ』(2014年)
- 深作健太演出・フェルディナンド・フォン・シーラッハ原作『TABU』(2015年)
- 栗山民也演出・手塚治虫原作『アドルフに告ぐ』(2015年)
- ガブリエル・バリー演出・梅田芸術劇場版ミュージカル『スカーレット・ピンパーネル』（2016年）
- 熊林弘高演出・チェーホフ作『かもめ』（2016年）

### 青空美人作品（脚本と演出）
- 『ブルー・リボン』上智大学小劇場
- 『Menu』
- 『王様ノトモダチ』
- 『生まれてはじめて、みた。』
- 『47±1』新宿シアターモリエール
- 『ELEPHANTS GO TO PLANET』新宿シアターモリエール
- 『アトム!』青山円形劇場
- 『セクシャリティーズ』東京芸術劇場小ホール
- 『ASYL/世界が救われないように』新宿シアタートップス
- 『スラッガー』青山円形劇場
- 『サディスティクス』東京芸術劇場小ホール
- 『BLOOD』新宿全労済ホールスペース・ゼロ
- 『月の歩きかた swim/play』
- 『素晴らしき、ネジ。』青山円形劇場
- 『ゲルニカ』青山円形劇場
- 『アトム!1999』下北沢ザ・スズナリ
- 『MOTHER HOUSE』下北沢ザ・スズナリ
- 『Smile!』下北沢ザ・スズナリ
- 『嵐が丘の眠らない子ども』下北沢ザ・スズナリ
- 『空にかかわるもの』下北沢ザ・スズナリ
- 『月の歩きかた』世田谷パプリックシアター・シアタートラム
- 『怪力』吉祥寺シアター